# Округ Линколн (Висконсин)
Округ Линколн (енгл. Lincoln County) је округ у америчкој савезној држави Висконсин.

## Демографија
По попису из 2010. године број становника је 28.743, што је 898 (-3,0%) становника мање него 2000. године.
| Група             | 2000.          | 2010.          |
| Белци             | 28.857 (97,4%) | 27.763 (96,6%) |
| Афроамериканци    | 123 (0,4%)     | 157 (0,5%)     |
| Азијати           | 116 (0,4%)     | 124 (0,4%)     |
| Хиспаноамериканци | 243 (0,8%)     | 340 (1,2%)     |
| Укупно            | 29.641         | 28.743         |